# Hiawatha (Iowa)
Hiawatha es una ciudad ubicada en el condado de Linn, Iowa, Estados Unidos. Tiene una población estimada, a mediados de 2022, de 7161 habitantes.
Forma parte del área metropolitana de Cedar Rapids. 

## Geografía
La localidad está ubicada en las coordenadas 42°03′22″N 91°41′24″O / 42.05611, -91.69000 (42.056054, -91.689939). Según la Oficina del Censo de los Estados Unidos, tiene una superficie total de 12.35 km², de la cual 12.34 km² corresponden a tierra firme y 0.01 km² están cubiertos de agua.

## Demografía
Según el censo de 2020, en ese momento la ciudad tenía una población de 7183 habitantes. La densidad de población era de 582.09 hab./km². El 80.89% de los habitantes eran blancos, el 6.85% eran afroamericanos, el 0.10% eran amerindios, el 4.40% eran asiáticos, el 0.19% eran isleños del Pacífico, el 1.39% eran de otras razas y el 6.18% eran de una mezcla de razas. Del total de la población, el 3.81% eran hispanos o latinos de cualquier raza.